# Cinci morminte până la Cairo
Cinci morminte până la Cairo sau Spionaj în deșert (în engleză Five Graves to Cairo) este un film american de război de spionaj din 1943 regizat de Billy Wilder după un scenariu de Charles Brackett. Coloana sonoră a fost compusă de Miklós Rózsa. Cheltuielile de producție s-au ridicat la 855.000 $. Filmul a avut încasări de 1.650.000 $ din vânzări interne. Este unul din mai multele filme bazate pe piesa de teatru Hotel Imperial: Színmű négy felvonásban a lui Lajos Bíró, piesă după care a fost realizat și filmul Hotel Imperial din 1927 regizat de Mauritz Stiller.

## Prezentare
Caporalul John Bramble este singurul supraviețuitor al echipajului unui tanc britanic după o luptă majoră în care au pierdut împotriva Afrika Korps, conduse spre victorie de Erwin Rommel. Delirant, Bramble se împleticește prin deșertul nord-african până la Empress of Britain (Împărăteasa Marii Britanii), un mic hotel izolat, deținut de Farid. Personalul este format doar din camerista Mouche venită din Franța, întrucât bucătarul a fugit, iar ospătarul Davos a fost ucis cu o noapte înainte în bombardamentele germane.
Înainte ca Farid și Mouche să poată decide ce să facă cu noul venit, germanii care avansează rapid preiau hotelul pentru a-l folosi ca sediu central pentru Mareșalul Rommel și personalul său. Bramble își asumă identitatea lui Davos pentru a se salva. Când Rommel are o discuție privată cu acesta, Bramble este uluit să afle că Davos era un spion german apreciat, dar reușește să-și asume cu succes rolul acestuia. El află că urmează să fie trimis pentru a spiona la Cairo.
Mai târziu, Bramble a furat un pistol de la generalul italian Sebastiano, iubitor de muzică, și intenționează să servească mareșalului un glonț mai degrabă decât o cafea a doua zi dimineață. Nevrând să aibă probleme, Mouche îi fură pistolul și-l așteaptă ea pe Rommel. Unii ofițeri britanici prizonieri sunt aduși la hotel pentru o masă cu Rommel, iar unul dintre ei (care a mai fost la acest hotel) își dă seama că Davos a fost înlocuit de altcineva. Bramble îi explică acestuia cine este și ce intenționează să facă. Ofițerul îi poruncește să-și folosească poziția de încredere nu pentru a-l ucide ci pentru a strânge informații militare de la Rommel.
La prânz, Rommel își tachinează oaspeții, permițându-le să-i pună douăzeci de întrebări despre planurile sale de viitor. Bramble ascultă cu interes. Din conversația și observațiile ulterioare ale lui Rommel, el deduce în cele din urmă că mareșalul, deghizat în arheolog înainte de război, a pregătit în secret cinci gropi de aprovizionare ascunse cu muniție, alimente, apă și piese de schimb, „Cinci morminte spre Cairo”, pentru cucerirea Egiptului. Piesa finală a puzzle-ului (unde se află exact acestea) este dezvăluită atunci când Bramble își dă seama că referințele criptice ale lui Rommel la punctele „I”, „P” și „T” se referă la literele cuvântului „EGIPT” tipărite pe harta sa.
Între timp, Bramble și Mouche se confruntă, ea îi disprețuiește pe britanici deoarece i-au abandonat pe francezi la Dunkirk. La rândul său, el este dezgustat de modul în care ea se poartă cu germanii. După cum se dovedește, Mouche se roagă de Rommel să-i elibereze fratele soldat rănit dintr-un lagăr de concentrare. El nu este de acord, dar asistentul său, locotenentul Schwegler, apreciază mai mult farmecele ei. El se preface că vrea să o ajute, arătându-i telegrame false către și din Germania.
În acea noapte, însă, când toată lumea se adăpostește în subteran în timpul unui atac aerian aliat, Schwegler descoperă corpul adevăratului Davos (ușor de identificat datorită piciorului său), dezvelit de bombardament. În zgomotul și confuzia atacului, Bramble și Schwegler se urmăresc și se luptă înainte ca Bramble să-l ucidă și să-i ascundă trupul în partea dinspre camera lui Mouche. Când Mouche află, ea amenință că îl demască.
Cu toate acestea, ea își schimbă intențiile. Trupul lui Schwegler este găsit curând de germani, iar Rommel o acuză că i-a ucis asistentul când a descoperit că acesta minte în legătură cu eliberarea fratelui său. Mouche nu neagă. Bramble pleacă nestingherit spre Cairo, dar îi spune lui Farid să prezinte dovezi falsificate a doua zi că Bramble este cel care a comis crima pentru ca Mouche să fie eliberată.
Informațiile lui Bramble permit britanicilor să arunce în aer ascunzătorile rămase și astfel să zădărnicească planurile lui Rommel, culminând cu cea de-a doua bătălie de la El Alamein. Când (acum locotenentul) Bramble se întoarce triumfător cu unitatea sa la hotel, este devastat să afle că germanii au executat-o pe Mouche, nu pentru crimă, ci pentru că ea nu a încetat să repete că britanicii vor reveni. El ia umbrela de soare pe care i-o cumpărase, ceva care ea își dorise întotdeauna și o folosește pentru a face umbră mormântului ei.

## Distribuție

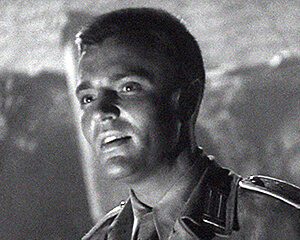
Peter van Eyck în reclama filmului Cinci morminte până la Cairo.

Rolurile principale au fost interpretate de actorii:
- Franchot Tone - Caporal John Bramble / spionul Paul Davos
- Anne Baxter - Mouche, cameristă franțuzoaică
- Akim Tamiroff - Farid, egiptean, proprietarul hotelului Empress of Britain
- Erich von Stroheim - Field Marshal Erwin Rommel
- Peter van Eyck - Locotenent Schwegler
- Fortunio Bonanova - General italian Sebastiano
- Ian Keith
- Konstantin Shayne
- Miles Mander

## Primire
Hans Dreier, Ernst Fegté și Bertram C. Granger au fost nominalizați la Premiul Oscar pentru cele mai bune decoruri, John F. Seitz la Premiul Oscar pentru cea mai bună imagine și Doane Harrison la Premiul Oscar pentru cel mai bun montaj.